# Deutscher Schäferhund
Der Deutsche Schäferhund ist eine Ende des 19. Jahrhunderts entstandene, von der FCI anerkannte deutsche Hunderasse (FCI-Gruppe 1, Sektion 1, Standard Nr. 166).

## Herkunft und Geschichtliches

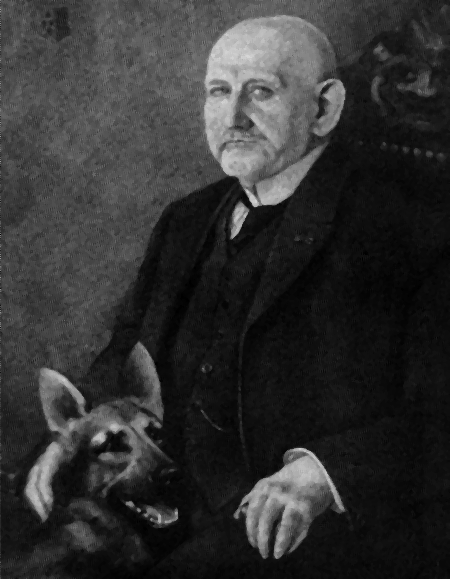
Max Emil Friedrich von Stephanitz, der Begründer der Deutschen Schäferhundrasse und erster Präsident des Vereins für Deutsche Schäferhunde mit Horand von Grafrath

Die Vorfahren des Deutschen Schäferhundes gehen auf kurz- und stockhaarige Schläge von Hütehunden aus Deutschland zurück, wie sie Ende des 19. Jahrhunderts auch in vielen Gegenden Europas vorkamen und sich auch dort zu eigenen Rassen entwickelt haben. Sie alle waren keine reinen Hütehunde. Sie hatten zwar die Aufgabe, die Herden zu treiben, sollten aber auch das Hab und Gut der Hirten bewachen und beschützen.
Der Deutsche Schäferhund geht vor allem auf die süddeutschen Schläge aus Thüringen und Württemberg zurück.
Weitere Schläge aus dem deutschen Gebiet sind als Altdeutsche Hütehunde erhalten.
Als Begründer dieser Rasse gilt Max von Stephanitz, der von diesem Hundetyp begeistert war.
So kaufte er am 15. Januar 1898 von einem Züchter aus Frankfurt den dreijährigen Hektor Linksrhein, den er in Horand von Grafrath umbenannte, der erste im Zuchtbuch des Vereins für Deutsche Schäferhunde (SV) eingetragene Deutsche Schäferhund. Dieser und sein Bruder Luchs Sparwasser sind die Stammväter der Rasse, von denen die meisten Deutschen Schäferhunde abstammen. Als Stammmutter gilt die Hündin Mari von Grafrath.
Im Jahre 1891 entstand ein erster Rassestandard für den Deutschen Schäferhund. Stephanitz gliederte die Rasse in drei Klassen: in rauhaarige, glatthaarige und langhaarige Hunde. Vorausgesetzt wurden spitze Stehohren, eine gestreckte Schnauze und eine abwärts getragene, buschige Rute. Als durchschnittliche Größe wurden 50–55 Zentimeter angegeben, das Fell durfte schwarz, weiß, grau oder rotgelb sein – sowohl einfarbig als auch mit zahlreichen Abzeichen.
1894 erregte die Rasse erstmals öffentliches Aufsehen, als fünf Exemplare auf einer Ausstellung in Dortmund auftraten. Am 22. April 1899 wurde in Karlsruhe der Verein für Deutsche Schäferhunde (SV) gegründet, dessen erster Präsident Max von Stephanitz war. Von Stephanitz und sein Freund Arthur Meyer suchten und schufen mit dem Deutschen Schäferhund einen Arbeitshund. Der erste Rassestandard wurde in der ersten Mitgliederversammlung des SV am 20. September 1899 in Frankfurt am Main nach ihren Vorschlägen aufgestellt. Stephanitz verfasste außerdem das, in seiner letzten Ausgabe über tausend Seiten umfassende, kynologische Werk Der deutsche Schäferhund in Wort und Bild.
Im Zuge des Ersten Weltkriegs führten antideutsche Ressentiments dazu, dass das Attribut Deutsch im Namen Deutscher Schäferhund verpönt war. Dies führte zur offiziellen Umbenennung des Rassenamens durch den britischen Kennel Club in Alsatian Wolf Dog (Elsässer Wolfshund) nach der Region Elsass-Lothringen. Die Umbenennung wurde von den übrigen Hundezüchterclubs (Kennel Clubs) im ganzen englischen Sprachraum übernommen. Aus dem Elsässer Wolfshund wurde dann im Lauf der Zeit ein einfacher Alsatian Dog (Elsässer Hund), um ihn nicht zu wild erscheinen zu lassen. Offiziell wurde die Umbenennung vom britischen Kennel Club erst 1977 wieder rückgängig gemacht. Jedoch blieb es den lokalen Hundezüchterclubs überlassen, ob sie sich umbenennen wollten oder nicht, weshalb sich auch heute noch einige britische Deutsche-Schäferhunde-Zuchtvereine Alsatian Shepherd Dogs Kennel Clubs nennen.
Die Angst vor einer Vermischung von Deutschen Schäferhunden und Australischen Dingos führte im Jahr 1929 dazu, dass die Regierung des Commonwealths den Import von Deutschen Schäferhunden nach Australien verbot. Dabei befürchtete man, dass die Hunde (teilweise wegen des alten Namens „Elsässer Wolfshund“) eine Gefahr für Schafe wären, sich den Dingos zu sehr nähern würden und es so zur Vermischung kommen könnte. Dieses Gesetz (ursprünglich auf fünf Jahre angesetzt) wurde erst 1972 gelockert und 1974 aufgehoben.
„Von Stephanitz und seine Jünger in der deutschen Hundezuchtbewegung lieferten nicht nur die gewünschten ‚Hunde deutscher Abstammung mit ausgeprägtem Kampftrieb‘, sondern wurden auch zu geistigen Wegbereitern einer nationalsozialistischen Gesinnung, die gleich zweimal in der Katastrophe endete.“, urteilte der Haustierkundler Erik Zimen. Sowohl im Ersten als auch im Zweiten Weltkrieg hielten die obersten deutschen Heeresführer (Hindenburg und Ludendorff bzw. Hitler und Himmler) Deutsche Schäferhunde. Der Deutsche Schäferhund wurde im Dritten Reich zu einem nationalistischen Symbol angeblich typisch deutscher Tugenden, wie etwa Mut und Treue. Die nationalsozialistische Propaganda setzte Adolf Hitler mit seiner Hündin Blondi in zahlreichen Fotos in Szene. Die Instrumentalisierung der Rasse durch die Nazis reicht aber über Propaganda weit hinaus, wie beispielsweise ihr Einsatz in Konzentrationslagern zeigt. Im Zweiten Weltkrieg wurden 30.000 Deutsche Schäferhunde eingesetzt, von denen die wenigsten überlebten.
Doch nicht nur bei den Deutschen war der Deutsche Schäferhund im Kriegseinsatz beliebt, auch die Entente bzw. die Alliierten griffen auf ihn zurück. (Siehe auch: Einsatz von Hunden im Militär)
Eine weltweit berichtete politische Interpretation des Deutschen Schäferhundes ergab sich 1974 aus dem Boxkampf Ali - Foreman in Zaire. George Foreman, zeit seines Lebens ein „treuer Freund dieser Rasse“, traf mit zwei Deutschen Schäferhunden in Kinshasa ein. Weil belgische Kolonialtruppen Deutsche Schäferhunde missbraucht hatten, trug dies stark dazu bei, dass Fans und Medien sich gegen Foreman wandten.

## Beschreibung

Schädel eines Schäferhundes
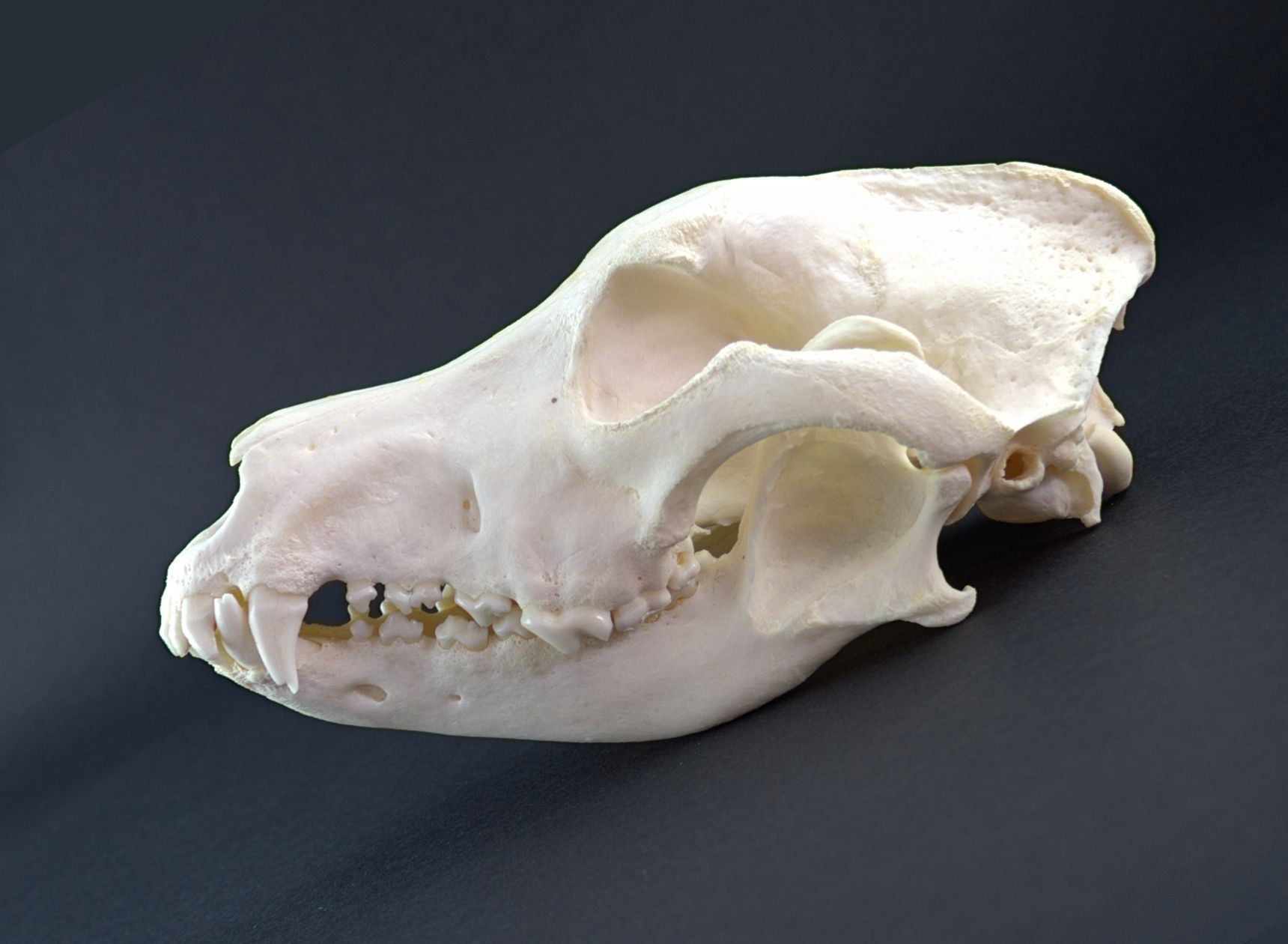
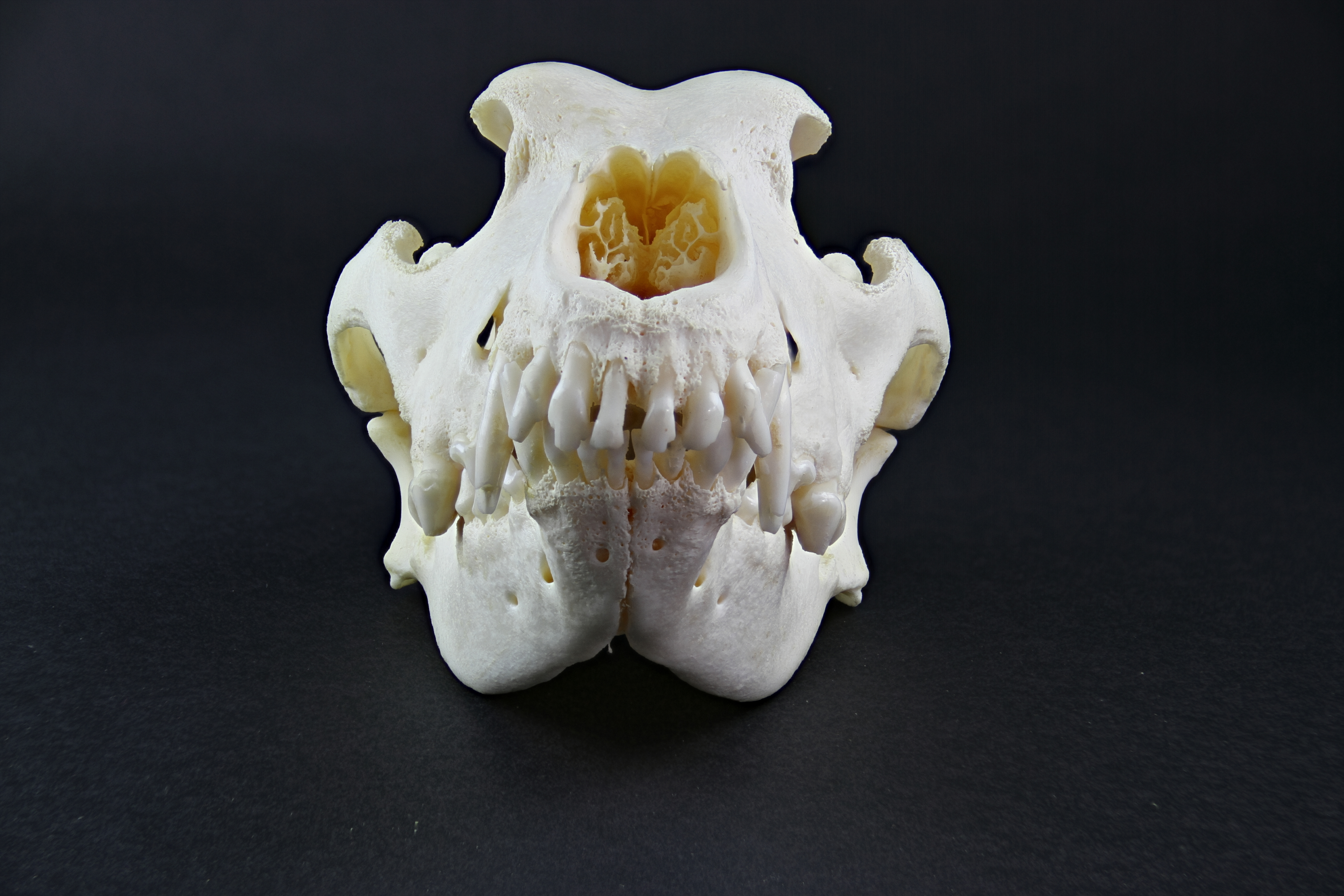
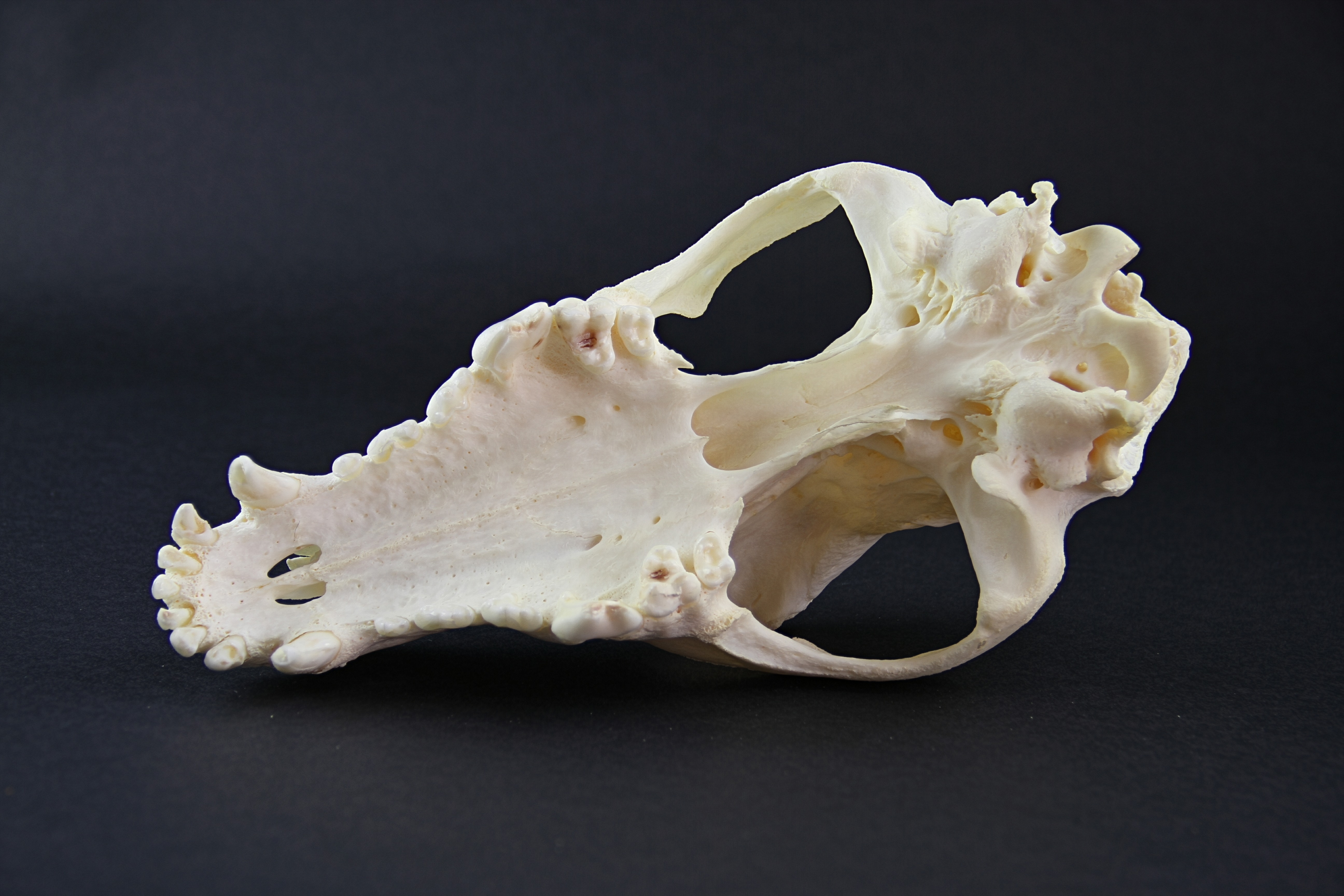

Der Deutsche Schäferhund ist mittelgroß, kräftig und stark bemuskelt, sollte dabei jedoch niemals schwerfällig wirken. Er ist eher länger als hoch, wobei der Widerrist den höchsten Punkt des Rückens bildet. Beim ausgewachsenen Rüden sollte die Schulterhöhe zwischen 60 und 65 Zentimeter betragen, Hündinnen sollten zwischen 55 und 60 Zentimeter hoch sein.
Der Körperbau sollte trocken sein, also ohne Fett oder loses Bindegewebe, mit sich klar abzeichnenden Muskeln. Der Brustkorb ist tief und gut gewölbt. Die Winkelung der Gliedmaßen bietet den größtmöglichen Schritt. Die Hinterhand greift dabei bis über die Körpermitte vor und gibt so größtmöglichen Schub von hinten. Der Deutsche Schäferhund ist ein ausdauernder Traber.
Die Kopfform ist keilförmig, die Kopfgröße steht in gutem Verhältnis zum restlichen Körper. Die Stirn ist nur wenig gewölbt, der Nasenrücken gerade. Zugelassen ist ausschließlich eine schwarze Nase. Die Lippen sind straff, trocken, dunkel gefärbt und schließen gut. Der Deutsche Schäferhund verfügt über ein Scherengebiss, ein Auf-, Über- oder Unterbiss ist nicht zulässig, dabei hat der Welpe 28 und der erwachsene Hund 42 Zähne.
Der Deutsche Schäferhund hat Stehohren, deren Größe im guten Verhältnis zum Kopf stehen sollte. Sie werden aufrecht und nach vorne gerichtet getragen. Die Augen sind in jedem Falle dunkel und etwas schrägliegend. Es sollte stets der Eindruck von Aufmerksamkeit erweckt werden.
Die Rute wird sichelförmig und herabhängend getragen. Die Pfoten sind rundlich und kurz, auch die Krallen sind kurz und kräftig. Sowohl Krallen als auch Ballen sind von dunkler Farbe.

### Fellvarianten

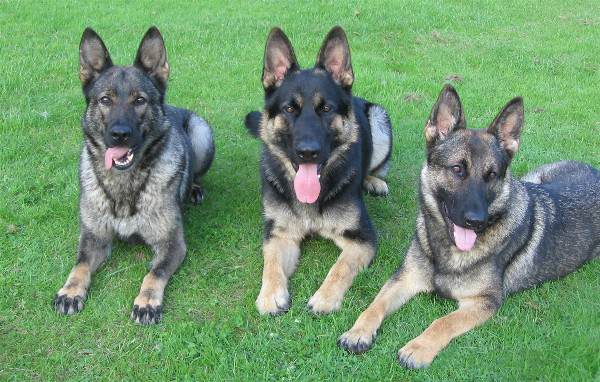
Deutsche Schäferhunde. Links im Bild ein grauer, wildfarbener („wolf-sable“), in der Mitte ein schwarz-gelber Hund (Sattelzeichnung)

Das Fell des Deutschen Schäferhundes ist in erster Linie zweckmäßig. Es ist leicht zu pflegen und wetterbeständig gegen Schnee, Regen, Kälte und Hitze. Unter dem anliegenden Deckhaar befindet sich eine dichte Unterwolle. Er neigt zum Haaren.
Der Rassestandard schreibt den Stockhaartyp mit dichter Unterwolle und geradem, fest anliegendem Deckhaar vor. An Hals (Kragen), Rute und den Hinterläufen (Hosen) ist das Deckhaar etwas länger.
Zu den Farben heißt es im FCI-Rassestandard:

„Schwarz mit rotbraunen, braunen, gelben bis hellgrauen Abzeichen. Schwarz einfarbig, grau mit dunklerer Wolkung, schwarzem Sattel und Maske. Unauffällige, kleine weiße Brustabzeichen, sowie helle Innenseiten sind zugelassen, aber nicht erwünscht. Die Nasenkuppe muss bei allen Farbschlägen schwarz sein.“

Auf der Bundesversammlung des Vereins Deutscher Schäferhunde, der innerhalb der FCI für den Rassestandard zuständig ist, wurde 2008 beschlossen, dass auch der Langstockhaar wieder in den Standard aufgenommen wird. Der Standard legt dazu fest:

„Langstockhaar: Das Deckhaar soll lang, weich und nicht fest anliegend sein, mit Fahnen an Ohren und Läufen, buschige Hosen und buschige Rute mit Fahnenbildung nach unten. Am Kopf einschließlich des Ohrinnern, an der Vorderseite der Läufe, an Pfoten und Zehen kurz, am Hals länger und stärker behaart, nahezu eine Mähne bildend. An der Rückseite der Läufe verlängert sich das Haar bis zum Vorderfußwurzelgelenk bzw. bis zum Sprunggelenk und bildet an der Rückseite der Keulen deutliche Hosen.“

Die Farbe Weiß wurde 1933 durch den deutschen Rasseclub aus dem Standard gestrichen, wodurch weiße deutsche Schäferhunde innerhalb der FCI als nicht mehr standardkonform angesehen wurden. 1968 strich der „Shepherd Dog Club of America“ weiß ebenfalls aus dem Standard, und der American Kennel Club verweigerte danach die Aufnahme weißer Welpen in das Zuchtbuch. Eine Ausnahme bildete der Canadian Kennel Club, der die weiße Farbe weiterhin als zulässig für den Deutschen Schäferhund anerkannte. Züchter der weißen Variante in den USA bildeten in der Folge unterschiedliche Zuchtclubs. Die FCI erkannte den Weißen Schäferhund auf Antrag der Schweizerischen Kynologischen Gesellschaft 2003 vorläufig und 2011 endgültig als eigene Rasse an und führt ihn seither unter dem Namen Berger Blanc Suisse (Weisser Schweizer Schäferhund).

### Wesen
Laut FCI-Rassestandard muss der Deutsche Schäferhund „[…] vom Wesensbild her ausgeglichen, nervenfest, selbstsicher, absolut unbefangen und (außerhalb einer Reizlage) völlig gutartig sein, dazu aufmerksam und führig. Er muss Triebverhalten, Belastbarkeit und Selbstsicherheit besitzen, um als Begleit-, Wach-, Schutz-, Dienst- und Hütehund geeignet zu sein.“ Nervöse oder ängstliche Tiere entsprechen nicht dem Wesen des Schäferhundes und lassen auf eine schlechte Zucht und mangelnde Sozialisierung schließen.

„Wächst ein Deutscher Schäferhund speziell mit anderen seiner Rasse auf (die entsprechend gut sozialisiert sind), so gehört er zu den Rassen, welche untereinander schnell eine soziale Rangordnung aufbauen und nur relativ wenig Aggressionen (ernsthaft als auch ritualisiert) zeigen und gut miteinander auskommen.“

### Listenhund
Der Deutsche Schäferhund wird im Schweizer Kanton Tessin als eine potentiell gefährliche Rasse auf der Rasseliste geführt. Zu seiner Haltung ist dort eine kantonale Bewilligung erforderlich, für die unter anderem ein Wesenstest für Hunde verlangt wird. Der potentielle Halter muss außerdem einen Strafregisterauszug vorweisen. Im Kanton Glarus ist seine Haltung ebenfalls bewilligungspflichtig.
In Österreich kam eine Studie zur Analyse von Hundebissen an Kindern zum Schluss, dass der Deutsche Schäferhund ein im Vergleich zu Labrador Retriever oder Mischlingen etwa fünffach erhöhtes Angriffsrisiko darstellt. Dabei wurde die Zahl der Beißvorfälle in Relation zur Anzahl der Hunde gesetzt. Der Großteil (82 %) der gebissenen Kinder war dem Hund bekannt, besonders oft wurden Kleinkinder Opfer von Angriffen. Auch in der Schweiz verursachen Deutsche Schäferhunde signifikant mehr Bissverletzungen, als anhand ihres Anteils an der Hundepopulation zu erwarten wäre. Eine Studie der Freien Universität Berlin kommt für die deutschen Bundesländer Berlin und Brandenburg zum selben Schluss.

## Zucht

### Zucht im VDH

„Horand von Grafrath“, der Stammvater aller Deutschen Schäferhunde

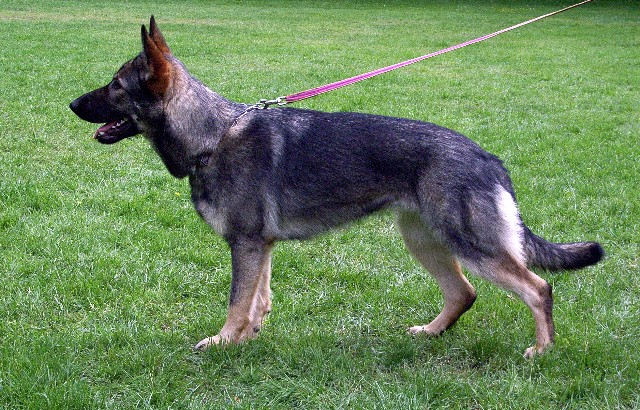
Grauer Deutscher Schäferhund aus Leistungslinie

Innerhalb des VDH wird der Deutsche Schäferhund im Verein für Deutsche Schäferhunde (SV) und seit März 2009 im VDH im Schäferhundverein RSV2000 gezüchtet. Das Zuchtbuch des SV umfasst seit Horand von Grafrath mit Zuchtbuchnummer eins mehr als zwei Millionen eingetragene Schäferhunde.
Der Leitsatz, dem folgend nach Darstellung des SV bereits zu Stephanitz’ Zeit gezüchtet wurde, steht noch heute im Vordergrund: „Schäferhundzucht ist Gebrauchshundezucht“. Ein Ziel des SV ist es, unter anderem „[…] einen Gebrauchshund zu züchten, der als Helfer und Freund des Menschen national und international hohe Anerkennung und Akzeptanz besitzt“.
Zur Zuchtzulassung muss der Deutsche Schäferhund im Jahr der Körung mindestens zwei Jahre alt werden und die IPO-Prüfung (Schutzdienstprüfung Stufe 1) oder die RH2-Prüfung (Rettungshundeteam-Prüfung Stufe B) sowie eine Ausdauerprüfung bestanden haben. Des Weiteren können auch Deutsche Schäferhunde, die eine HGH-Prüfung (Herdengebrauchshund-Prüfung) bestanden haben, eine Zuchtzulassung bekommen. Das Ergebnis der Röntgenuntersuchung auf Hüftdysplasie (HD) muss ein a ergeben haben. Das heißt, die Beurteilung der Röntgenaufnahmen ergab den Befund normal, fast normal oder noch zugelassen. Gleiches gilt analog für die Untersuchung der Ellenbogen auf Ellbogendysplasie (ED). Hunde mit mittlerer oder schwerer Form der HD oder ED werden mit Nachzuchteintragungssperre belegt, was bedeutet, dass diese Hunde innerhalb des Vereins nicht zur Zucht verwendet werden dürfen. Eventuelle Nachkommen dieser Hunde finden keine Aufnahme in das Zuchtbuch. Erst nach Vorliegen dieser Voraussetzungen kann eine Körung erfolgen, bei der die Anatomie, das Wesen und die Gebrauchshundeeigenschaften beurteilt werden. Die erste Körung (Neuankörung) gilt im SV für zwei Jahre. Nach deren Ablauf muss der Hund erneut angekört werden, um seine Zuchtzulassung zu behalten. Diese Wiederankörung gilt auf Lebenszeit. Bis zum Jahr 2012 wurden die Hunde in zwei verschiedene Körklassen eingeteilt.
Unterschieden wird im Allgemeinen zwischen typischen Hochzucht- und Leistungslinien.
Im Jahr 2017 wurden im VDH 9766 Welpen geworfen. Die Welpenzahlen sind in den letzten Jahren deutlich gesunken. 1998 waren es noch 27.834 Welpen.

### Zucht in der DDR
Mit der Teilung Deutschlands ging auch eine Teilung der Hundezucht vonstatten. Es entwickelten sich getrennte und voneinander unabhängige Zuchtlinien.
In der Deutschen Demokratischen Republik wurde bei der Zucht von Deutschen Schäferhunden großer Wert auf das Zurückdrängen der Hüftdysplasie (HD) gelegt. Während 1968 noch mit Hunden mit mittlerer HD gezüchtet wurde, wurden ab 1972 nur Hunde mit im ungünstigsten Fall leichter HD zur Zucht eingesetzt. Ab 1979 wurde nur noch mit HD-freien Tieren gezüchtet. Diese Zuchtrestriktionen führten zu einem deutlichen Rückgang der HD. Statistiken der DDR-Zucht weisen für 1985, das Jahr mit der niedrigsten HD in der DDR-Zuchtgeschichte, 94,4 Prozent HD-freie Tiere aus.
Nach der Wiedervereinigung Deutschlands wurden die Zuchtlinien vereint, so dass heute kaum noch reine DDR-Linien vorhanden sind.

### Wolfseinkreuzungen
Zu Beginn der Reinzucht, als der stockhaarige Typ sich allmählich durchzusetzen begann, sollen einige Züchter versucht haben, dieses Ziel schneller zu erreichen, indem sie echte Wölfe mit Schäferhunden verpaarten, schreibt Hans Räber in seiner Enzyklopädie der Rassehunde. Von Stephanitz soll demnach angegeben haben, dass die Urgroßmutter des Zuchtrüden Hektor von Wohlen, die Hündin Mores Plieningen, einer Kreuzung von Wolf und Schäferhund entstamme. Er soll diese Aussage später dahingehend korrigiert haben, dass diese Einkreuzung auf den Rüden Hektor bezogen bereits sechs Generationen zurückliege.
Räber berichtet, dass Albert Heim fest davon überzeugt war, dass zwischen 1870 und 1900 in Deutschland immer wieder Wölfe mit Schäferhunden gekreuzt worden seien. Angeblich soll damals das Gerücht, dass dies vor Staupe schütze, mit ein Grund dafür gewesen sein. Heim führte gegen 1920 die seiner Ansicht nach auffallende Wesensverschlechterung der Schäferhunde auf solche Kreuzungen zurück und empfahl Züchtern, alle Hunde mit Wolfseigenschaften von der Zucht fernzuhalten. Heims Aussagen gelten aber nicht als vollkommen verlässlich.
Räbers Meinung nach wurde vor allem deswegen vielen Hunden ein Wolfsanteil angedichtet, weil solche Hunde bei Liebhabern sehr begehrt waren. Von Hunderten solcher Mischlinge habe aber nie die Rede sein können. Zudem haben sowohl Berufsschäfer (laut Aussage von R. Wolfsburger, Präsident des SC von 1933 bis 1936) als auch von Stephanitz (1902) selbst von einer gezielten Einkreuzung abgeraten, da die Hunde aus derartigen Verpaarungen ihrer Ansicht nach nicht zuverlässig seien.
Es wird als unwahrscheinlich angesehen, dass diese Experimente einen Einfluss auf den heutigen Deutschen Schäferhund gehabt haben könnten. Da die Nachkommen als ungeeignet angesehen wurden, ist es am wahrscheinlichsten, dass es keine Auswirkungen gegeben hat. Selbst im Falle einer Auswirkung auf die Zucht wird angenommen, dass diese nicht über die Angleichung an den Wolf im Aussehen hinausgegangen wäre.

### Die Rasse als Zuchtgrundlage für weitere Hunderassen
Der Deutsche Schäferhund bildet die Zuchtgrundlage für mehrere weitere auch FCI zugelassene Hunderassen. Aus Verpaarungen mit Wölfen entstanden der Tschechoslowakische Wolfhund sowie der Saarlooswolfhund. Ziel beider Züchtungen war es, den deutschen Schäferhund zu verbessern, was allgemein als gescheitert gilt, da diese Hunde nur sehr begrenzt für den Einsatz als Gebrauchshunde geeignet sind. Ebenfalls wurde der Schäferhund in den neu entstehenden Hovawart eingekreuzt.
Auch für die drei weiteren Wolfshybridrassen, den Lupo Italiano, den Kunming Wolfhund und den Timber Wolf-dog Shepherd, war der Deutsche Schäferhund Zuchtgrundlage. Sie sind jedoch noch nicht von der FCI anerkannt.
Weiter wurde der Deutsche Schäferhund in nicht von der FCI anerkannte Rassen wie den Tamaskan eingekreuzt.

### Abgrenzung zum Weissen Schweizer Schäferhund
Gelegentlich kommen bei Würfen von Deutschen Schäferhunden auch weiße Tiere vor. Die Haarfarbe Weiß ist für den Deutschen Schäferhund laut Rassestandard eine ausschließende Fehlfarbe, solche Hunde können weder bei Ausstellungen des VDH prämiert noch zur VDH-Zucht eingesetzt werden. Phänotypisch kaum zu unterscheiden von diesen Tieren sind Hunde der Rasse Weisser Schweizer Schäferhund. Da diese als eigene Rasse anerkannt wurden, dürfen Hunde dieser beiden Rassen weder miteinander verpaart werden noch dürfen weiße Deutsche Schäferhunde als Weisse Schweizer Schäferhunde registriert werden.

## Verwendung

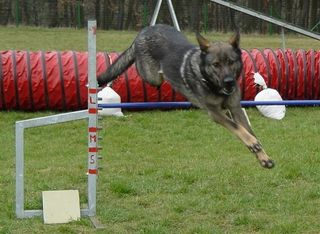
Deutscher Schäferhund beim Agility

Der ursprüngliche Verwendungszweck des Deutschen Schäferhundes war der eines Herdengebrauchshunds. Er hütete und bewachte mit dem Schäfer die Herde.
In seiner ursprünglichen Funktion wird der Deutsche Schäferhund kaum noch eingesetzt. Stattdessen wird er als Diensthund bei Militär, Zoll und Polizei verwendet. Der SV unterhält ein eigenes Rettungshundewesen, welches der Internationalen Rettungshunde Organisation (IRO) angeschlossen ist. Als Lawinensuchhund ist der Schäferhund vor allem in den bayrischen Alpen tätig und hat den Bernhardiner dank seiner Leichtigkeit beim Durchstöbern der Schneemassen schon vor langer Zeit abgelöst. Er wird ebenso erfolgreich als Blindenführhund eingesetzt.
Im privaten Bereich kann der Schäferhund in jeder Hundesportart eingesetzt werden und ist nicht auf den Schutzhundesport begrenzt. Er eignet sich gleichermaßen für Obedience und Agility. Aufgrund seiner hervorragenden Riechleistungen kann er erfolgreich bei Fährtenarbeit oder Mantrailing geführt werden. Neben all diesen Einsatzbereichen kann er natürlich auch als reiner Familienhund gehalten werden. Eine dem Hund angemessene Aufgabe oder eine gemeinsame sportliche Betätigung sind dabei wichtig.
Einer Statistik der FCI aus dem Herbst 2012 zufolge, bei der 25 Länder berücksichtigt sind und über 2 Millionen Hunde erfasst wurden, führt der Deutsche Schäferhund mit knapp 130 000 neu eingetragenen Hunden nach dem Labrador Retriever mit gut 190 000 Neueintragungen die Tabelle an. Dabei fehlen die Eintragungszahlen für den Deutschen Schäferhund in einem dieser Länder.

## Gesundheitliches
Beim Deutschen Schäferhund sind insgesamt 77 genetische Erkrankungen bekannt.
Die bekannteste Erkrankung des Deutschen Schäferhundes, die auch immer wieder mit ihm in Verbindung gebracht wird, ist die Hüftdysplasie (HD). Diese Erkrankung ist überhaupt erstmals bei einem Deutschen Schäferhund festgestellt worden. Die OFA-Datenbank listet (mit Stand Dezember 2017) 20,5 Prozent aller untersuchten Deutschen Schäferhunde als dysplastisch, wohingegen lediglich 4,3 Prozent mit hervorragend bewertet werden. Im Jahr 2008 meldete die Tierärztliche Hochschule Hannover, dass unter anderem in Zusammenarbeit mit dem SV genetische Marker gefunden wurden. Diese erlauben, schon wenige Wochen alte Welpen auf Hüftgelenksdysplasie zu untersuchen und ermöglichen, dass Hüftgelenksdysplasie bei Schäferhunden künftig molekulargenetisch untersucht werden kann. Die wissenschaftliche Veröffentlichung der Ergebnisse erfolgte im Dezember 2007. Eine Studie zur Aussagefähigkeit der Marker ergab jedoch, dass diese keine Vorhersage zum Auftreten einer HD erlauben.
Um die Hüftdysplasie, die genetisch prädisponiert ist, zu verhindern, wurde im SV der Hüftdysplasie-Zuchtwert eingeführt. Dieser Zuchtwert eines Hundes gibt Aufschluss darüber, inwieweit er die Neigung zur Hüftdysplasie vererbt. In diesen Wert mit einbezogen werden die Werte der Großeltern, Eltern, Geschwister und Nachkommen des Zuchthundes. 100 ist hierbei der Durchschnittswert der Rasse. Die Werte der Hunde, die verpaart werden, dürfen zusammen nicht die 200 überschreiten. Meist werden niedrigere Werte angestrebt, um den Gesamtdurchschnitt der der Hüftgelenksdysplasie bei dieser Rasse zu senken. Die Methode wird allerdings dadurch unzuverlässig, dass vor der Auswertung der Röntgenbefunde bereits eine Auswahl der befundeten Tiere stattfindet.
Eine weitere beim Deutschen Schäferhund auftretende Gelenkerkrankung ist die Ellbogendysplasie (ED). Hier zeigt die Statistik ein besseres Ergebnis mit 80,6 % ED-freien Hunden. Darüber hinaus kann auch das Kongenitale Vestibularsyndrom, eine Erbkrankheit des Innenohrs mit Gleichgewichtsstörungen und unter Umständen Taubheit, auftreten, sowie Pankreasinsuffizienz, degenerative Myelopathie, Schäferhundpyodermie und Schäferhundkeratitis.
Neben der HD ist beim Deutschen Schäferhund die degenerative lumbosakrale Stenose (DLSS) ein wichtiger möglicher Grund für Lahmheitssymptome.
Insgesamt hat der Deutsche Schäferhund eine unter dem Durchschnitt aller Rassehunde liegende Lebenserwartung. In einer schwedischen Studie an 350.000 Hunden starben 20 Prozent aller Deutschen Schäferhunde vor dem Alter von fünf Jahren, 35 Prozent vor dem Alter von 8 Jahren, und 51 Prozent wurden keine 10 Jahre alt. Vergleichszahlen für den Durchschnitt aller Rassehunde liegen bei 22 % (bis 5 Jahre), 23 % (bis 8 Jahre) und 35 % (bis 10 Jahre); für Mischlinge wurden 16 %, 26 % bzw. 35 % gefunden.

## Kritik an der Entwicklung des Körperbaus der Rasse

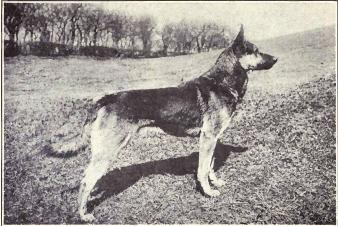
Deutscher Schäferhund 1950

Etwas überzeichnet dargestellte anatomische Entwicklung des Deutschen Schäferhunds: blau: ca. 1900, gelb: heute
Das typische Zuchtziel der Hundezüchterclubs für die moderne Struktur des Körpers des Deutschen Schäferhunds

Horand von Grafrath (ursprünglicher Name: Hector Linksrhein), der erste von Stephanitz 1895 ins Zuchtbuch eingetragene Deutsche Schäferhund, unterscheidet sich von den heutigen Vertretern der Rasse. Er war kleiner, leichter und weniger muskulös.
Der Deutsche Schäferhund ähnelte in seiner ursprünglichen Form dem heutigen Malinois. Immer wieder für Diskussionen sorgt seit Jahren der abfallende Rücken, der aus Gründen eines umstrittenen Schönheitsideals der Hochzuchtlinien züchterisch bevorzugt wurde. In den späten 1960er Jahren begannen Züchter in der Bundesrepublik mit einer unübersehbaren anatomischen Umgestaltung des Deutschen Schäferhundes. Die Winkelung der Hinterhand wurde stärker, die Knochen des Unterschenkels (Tibia, Fibula) länger und die Fußung verlagerte sich nach hinten. Der Rücken senkte sich ab und wurde schließlich rund. Die Sprungkraft, Ausdauer und Wendigkeit des „modernen“ Deutschen Schäferhundes ließen nach; er wurde größer und massiger, was zur Folge hat, dass er ein gutes Maß seiner Agilität einbüßen musste.

## Galerie

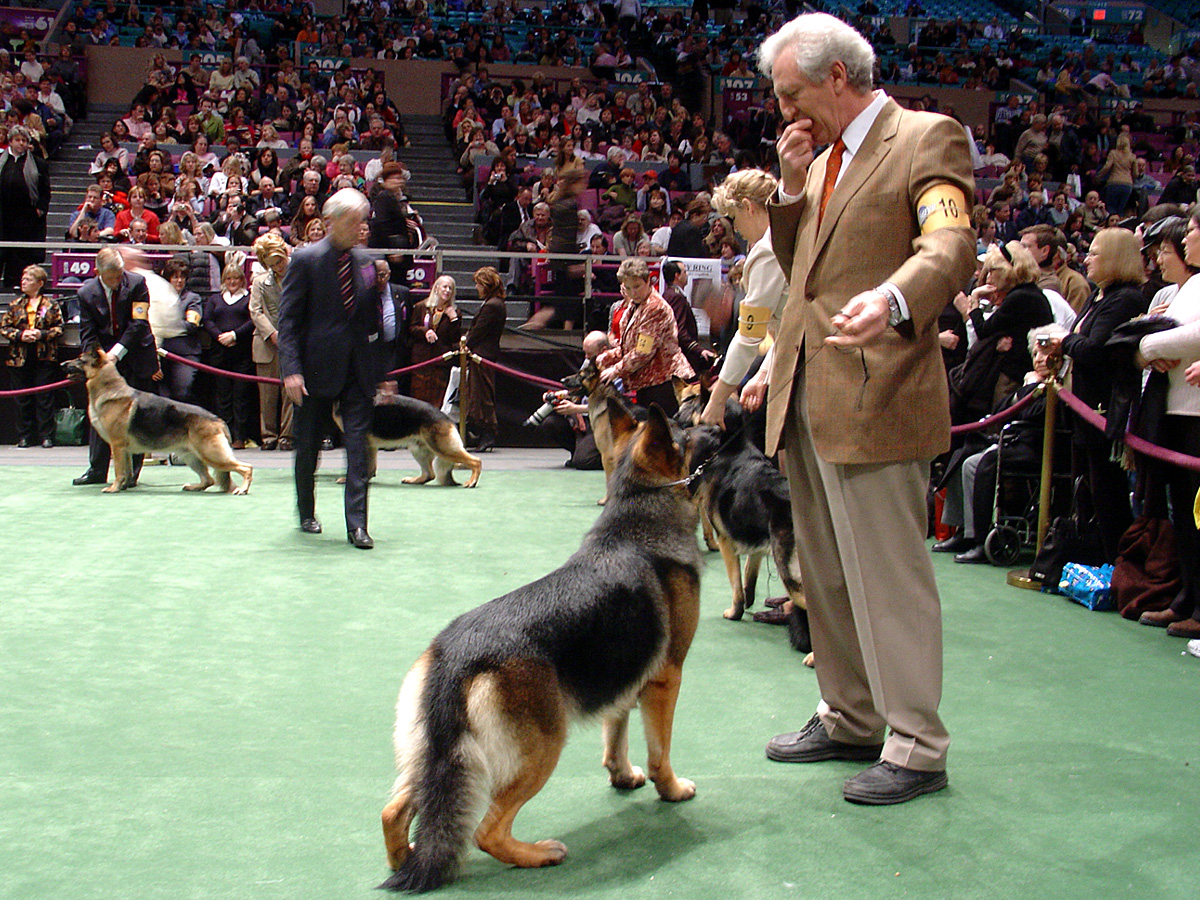
Ausstellung Deutscher Schäferhunde bei der Westminster Kennel Club Dog Show
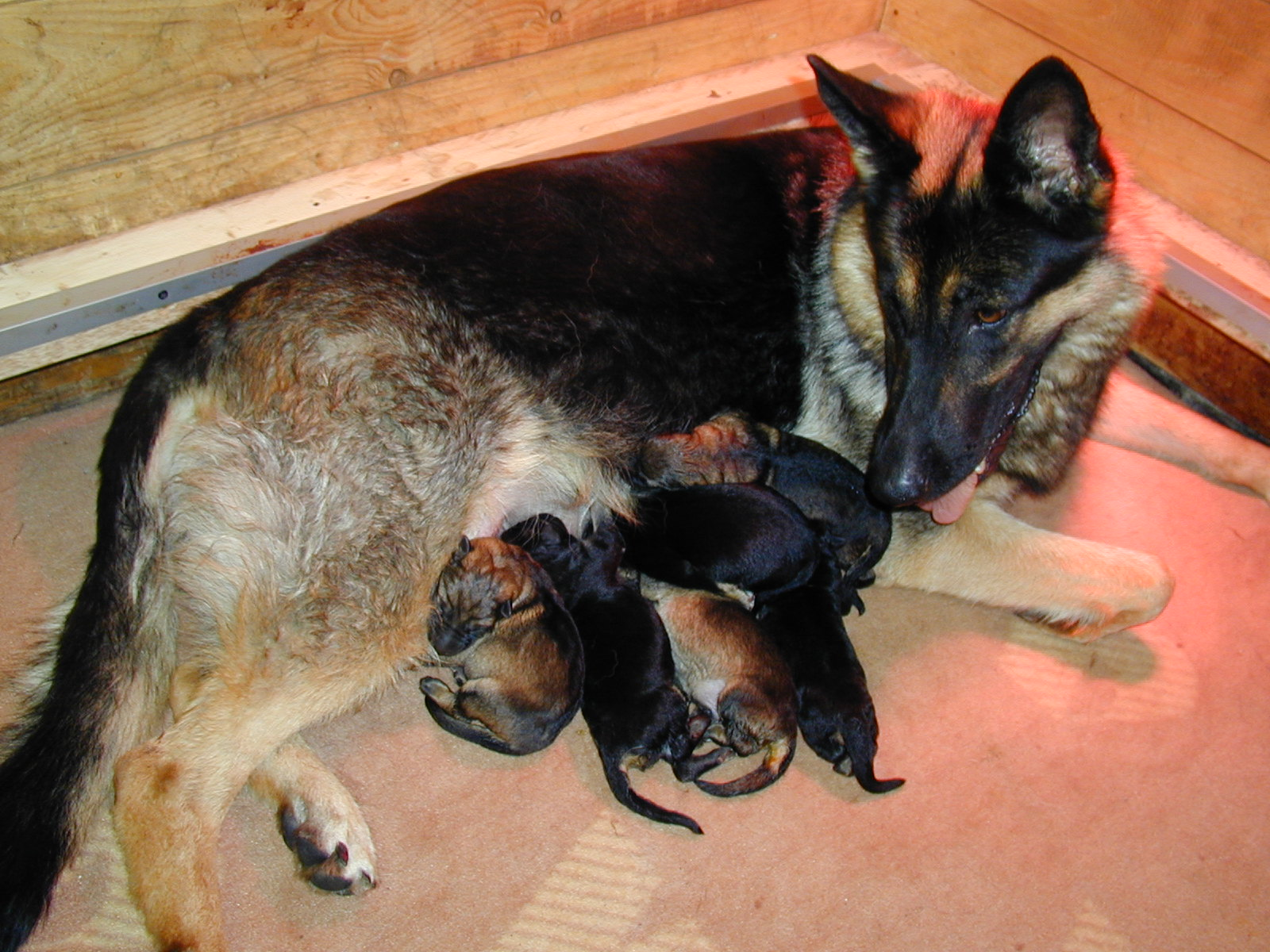
Deutsche Schäferhündin mit ihren zwei Tage alten Welpen
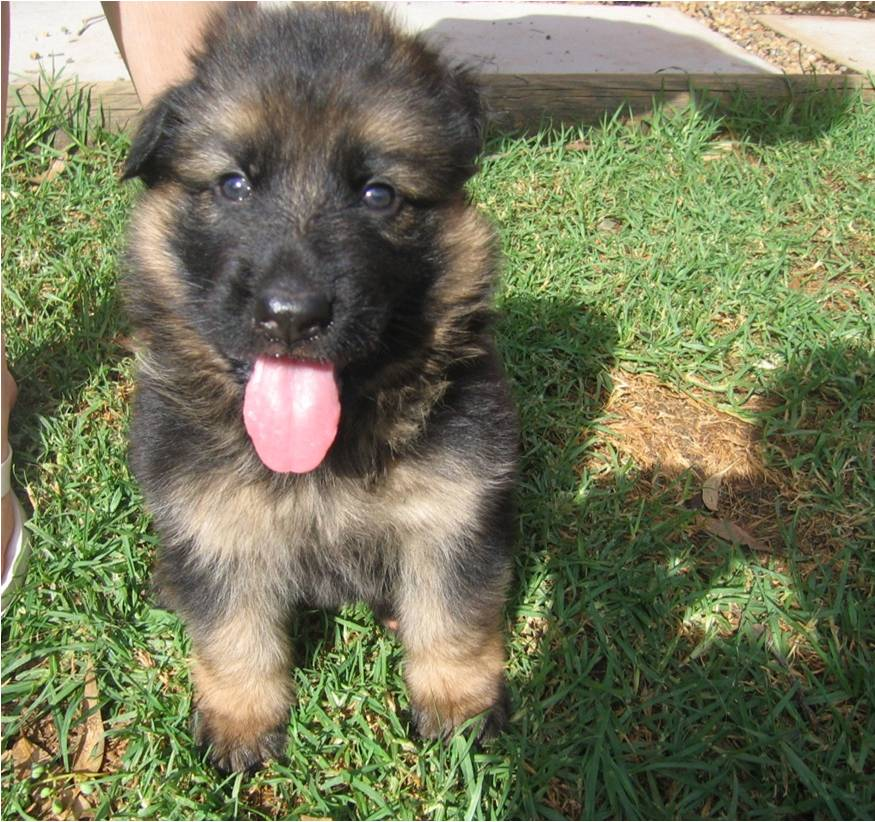
Schäferhundwelpe
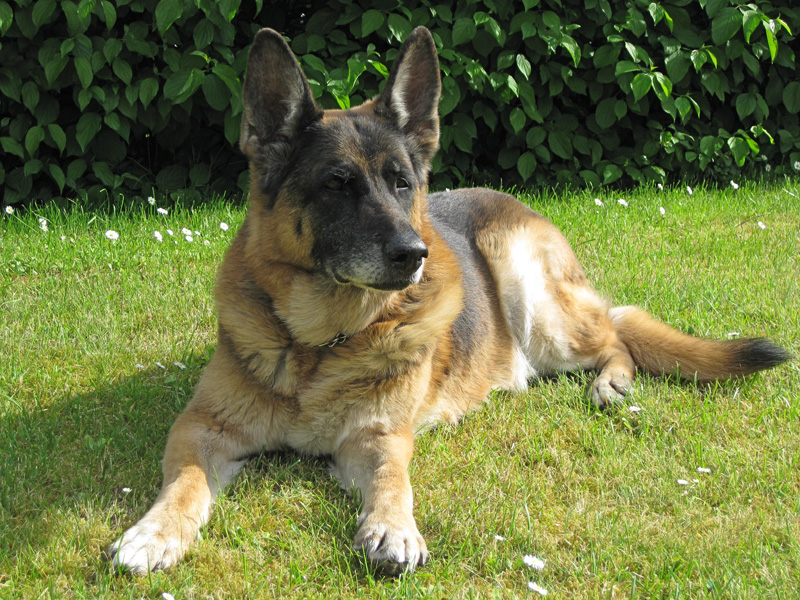
Eine schwarz-gelbe Deutsche Schäferhündin, zwölf Jahre alt
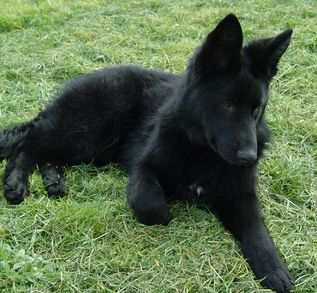
Ein komplett schwarzer Schäferhundwelpe
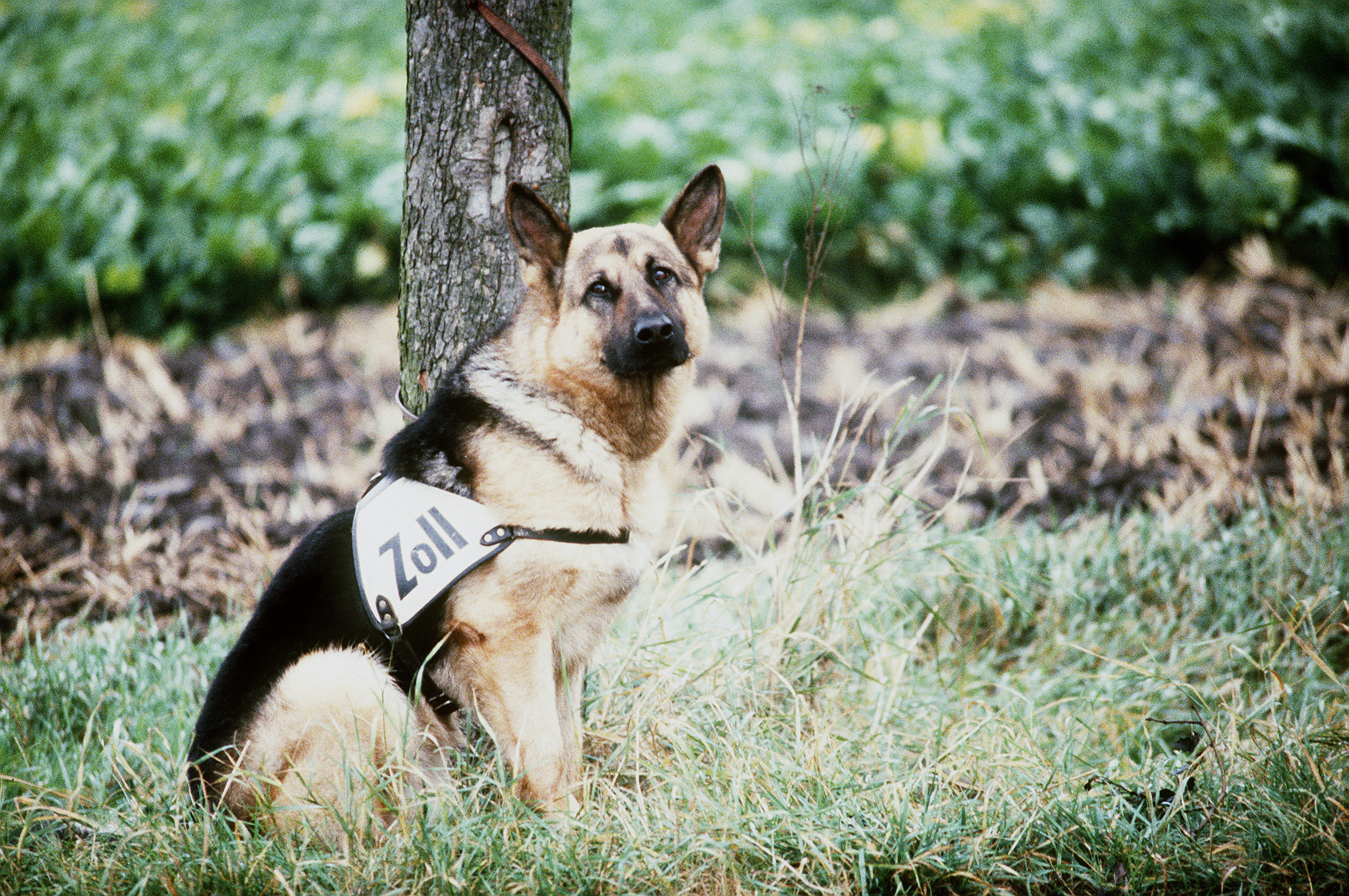
Deutscher Schäferhund des Zolls an der innerdeutschen Grenze 1984
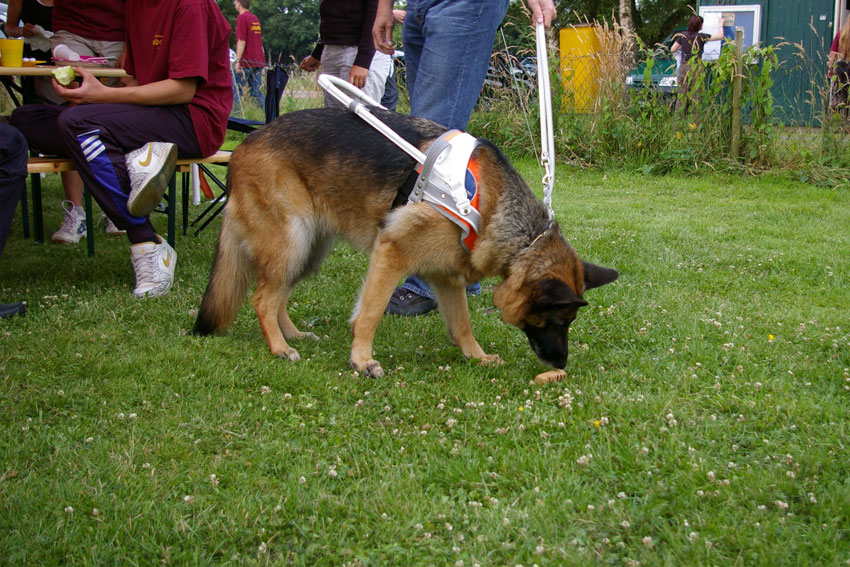
Deutscher Schäferhund als Blindenführhund
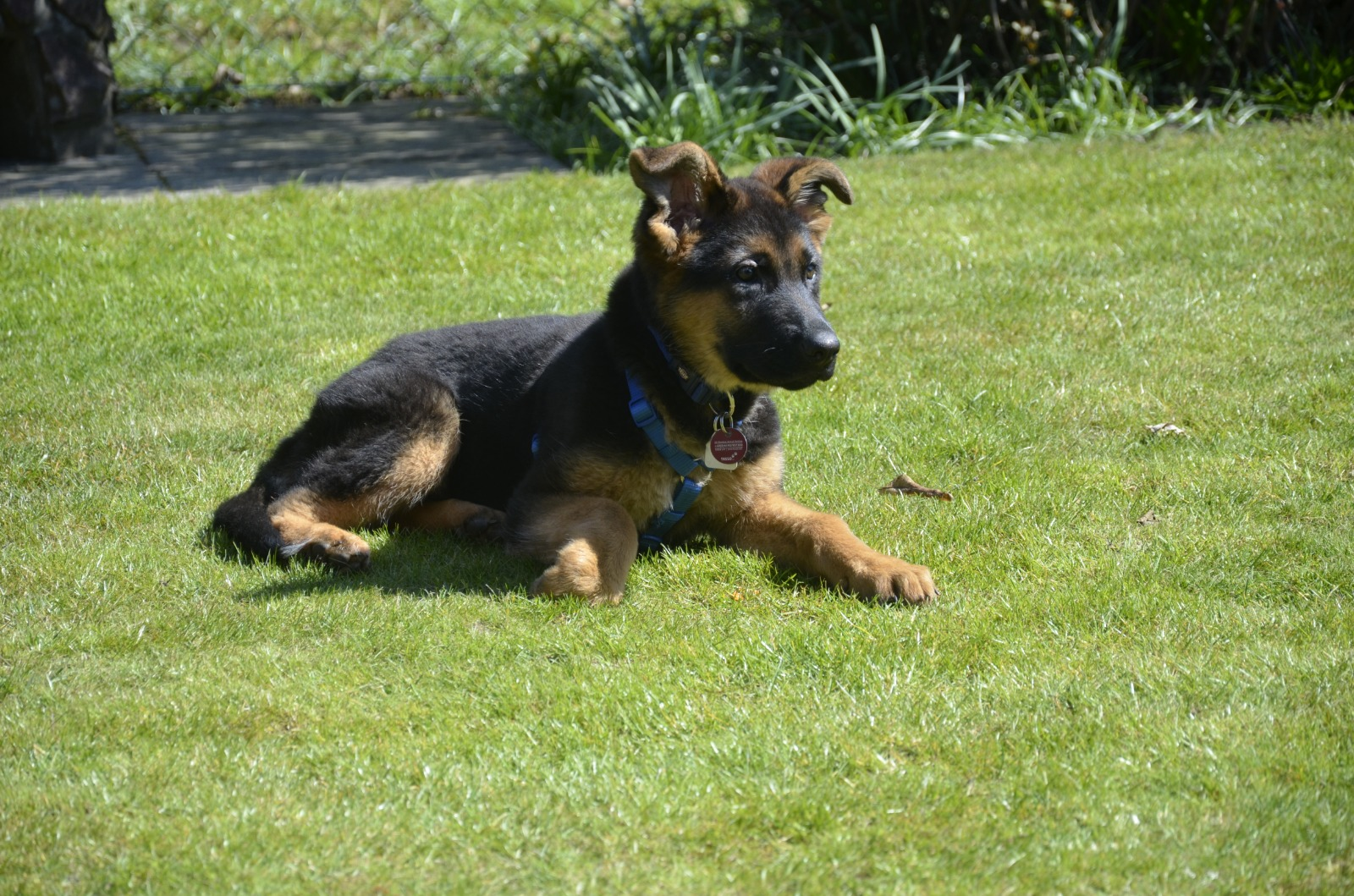
Deutscher-Schäferhund-Welpe (ca. 15 Wochen alt)